# Меган Фокс
Ме́ган Дені́с Фокс (або Ме́ґан; англ. Megan Denise Fox; нар. 16 травня 1986, Оук-Ридж, Теннессі, США) — американська кіноакторка та модель. Здобула популярність за ролями Мікаели Бейнс у фільмі«Трансформери» та Дженніфер Чек у фільмі «Тіло Дженніфер». Володарка премій «Teen Choice Awards» 2009 та 2010 — за ролі у фільмах «Трансформери: Помста полеглих» і «Тіло Дженніфер», а також антипремії «Золота малина» 2015 — за роль у фільмі «Підлітки-мутанти черепашки-ніндзя».
Деякими ЗМІ називається однією із секс-символів сучасності. У 2012 році вона посіла восьме місце в рейтингу «Hot 100 Women» журналу Maxim та сьоме в «Топ-100 найсексуальніших жінок» журналу FHM.

## Біографія
Меган Деніс Фокс народилася 16 травня 1986 року в Оук-Ридж, штат Теннессі, США, у сім'ї Глорії Дарлін (уродженої Сіссон) і Франкліна Томаса Фокса. Вона провела своє раннє дитинство у сусідньому Роквуді. Батько Фокс, офіцер умовно-дострокового звільнення, і її мати розлучилися, коли Фокс було три роки. Пізніше мати вийшла заміж повторно, і Меган з сестрою виховувалися матір'ю та вітчимом Тоні Тоначіо. Вона була вихована «дуже суворо п'ятидесятницькою», але пізніше відвідувала католицьку школу протягом 12 років. Вона сказала, що її батьки були «дуже строгими» і що їй не дозволяли мати хлопця або запрошувати друзів до себе додому. Фокс описала свого вітчима як «словесно, розумово та емоційно образливого». В одному з інтерв'ю вона розповіла, що у підлітковому віці у неї розвинувся розлад харчової поведінки та вона боролася з маніакальною депресією, остання з яких «[бувала] в моїй сім'ї, тож, безумовно, відбувалася певна боротьба з хімічним дисбалансом». Фокс жила з матір'ю, поки вона не заробила достатньо грошей, щоб прогодувати себе.
Фокс почала навчатися танцям і драмі у віці п'яти років у Кінгстоні, штат Теннессі. Вона відвідувала танцювальний клас у громадському центрі, брала участь у хорі початкової школи Кінгстона та в команді з плавання «Кінгстон Кліпперс». У 10 років, після переїзду до Сент-Пітерсбергу, штат Флорида, Фокс продовжила навчання. Коли їй було 13 років, вона почала працювати моделлю після того, як у 1999 році отримала кілька нагород на Американській конвенції моделювання та талантів у Гілтон-Гед, Південна Кароліна.
Фокс відкрито розповіла про свій час у школі, заявивши, що в середній школі над нею знущалися і їй доводилося їсти обід у вбиральні, щоб її не «закидали пакетами з кетчупом». Вона сказала, що проблема полягала не в її зовнішності, а в тому, що вона «завжди краще ладнала з хлопцями» і що «декого не влаштовувала». Фокс також сказала, що вона ніколи не була популярною в середній школі, і що «усі мене ненавиділи, і я була повним ізгоєм, мої друзі завжди були хлопцями, у мене дуже агресивна особистість, і дівчата мене не любили за це. За все моє життя у мене була лише одна чудова подруга». У тому ж інтерв'ю вона згадує, що ненавиділа школу і «ніколи не вірила в формальну освіту», і що «освіта, яку я отримувала, здавалася несуттєвою. Тож цю частину мене начебто перевірили».

## Кар'єра

### 2000-ні: Початок та прорив
Дебютувала у 2001 році у фільмі «Сонячні канікули» в ролі розпещеної спадкоємиці Бріанни Воллес і суперниці Алекси Стюарт (Ешлі Олсен), який був випущений прямо на DVD 20 листопада 2001 року. У титрах до цього фільму вказана під своїм повним ім'ям — Меган Деніс Фокс. У наступних роках вона зіграла епізодичні ролі у ситкомах «Що мені подобається в тобі», «До ваших послуг» та «Два з половиною чоловіки». Фокс також з'явився у бойовику «Погані хлопці 2» (2003).
У 2004 році Фокс дебютувала в повнометражному кіно разом з Ліндсі Лохан у музичній комедії «Зірка сцени», зігравши роль другого плану Карли Сантіні, суперниці Лоли (Ліндсі Лохан). Вона також знялася у ситкомі «Надія та віра», де зіграла Сідні Шановські, замінивши Ніколь Паджі.
У 2007 році Фокс отримала головну жіночу роль Мікаели Бейнз у фільмі «Трансформери». Вона була номінована на премію MTV Movie Award в категорії «Проривний виступ», а також на три премії Teen Choice Awards. Пізніше Фокс повторила свою роль Мікаели у «Трансформерах: Помста полеглих». Навколо зовнішнього вигляду Фокс виникла суперечка під час зйомок продовження, коли Майкл Бей, режисер фільму, наказав актрисі набрати десять фунтів. Фільм вийшов у світовий прокат 24 червня 2009 року і мав успіх.
Фокс мала зіграти головну роль у третій частині «Трансформери: Темна сторона Місяця», але її не включили через її заяви, в яких вона порівнювала роботу під керівництвом режисера Бейя з роботою на Гітлера. Вона зізналася в журналі GQ, що втратила приблизно 30 фунтів під час зйомок через споживання основної дієти з води та оцту і, як повідомляється, посварилася з режисером на знімальному майданчику через свою очевидну втрату ваги. У червні 2009 року Бей заявив, що Фокс була звільнена за наказом виконавчого продюсера Стівена Спілберга, однак Спілберг спростував цю заяву.

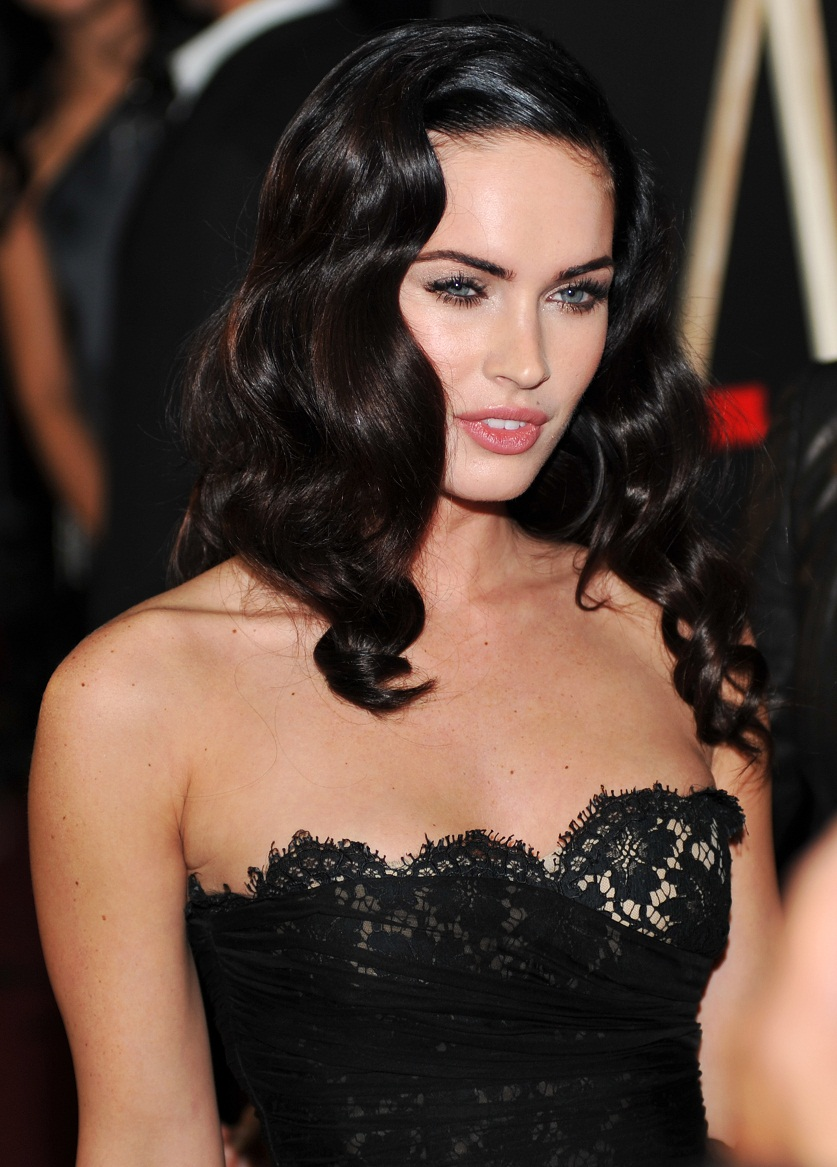
Меган Фокс на прем'єрі фільму «Тіло Дженніфер» у 2009 році

У 2009 році Фокс зіграла свою першу головну роль після серіалу «Трансформери»; вона знялася у ролі Дженніфер Чек у фільмі «Тіло Дженніфер» за сценарієм Діабло Коді. Фільм спочатку отримав змішані відгуки після виходу на екрани, але гра Фокс заслужила похвалу. Проте з часом фільм став культовим і був переоцінений критиками як «феміністична класика». За словами Коді, фільм був неправильно проданий керівниками, які зосередили свої зусилля на молодій чоловічій аудиторії.
У квітні 2009 року вона почала зйомки вестерну про супергероїв «Джона Гекс», в якому зіграла Таллулу Блек / Лейлу, красуню зі зброєю в руках і кохану Джони Гекса (Джош Бролін). Фільм вийшов на екрани 18 червня 2010 року. «Джона Гекс» був критичним і комерційним провалом у США, його міжнародне розповсюдження було скасовано через низьку продуктивність. Товариство кінокритиків Х'юстона назвало фільм «найгіршим фільмом року».

### 2010-ті: Популярність
Фокс зіграла разом з Мікі Рурком у драмі «Ігри пристрасті» . Після прем'єри на Міжнародному кінофестивалі в Торонто його звичайний кінотеатральний прокат було обійдено прямим випуском на відео, лише на двох екранах коротко показали фільм для виконання договірних зобов'язань. Рурк заявив, що фільм був жахливим. Фокс знялася з Домініком Монаганом у музичному кліпі на сингл Емінема та Ріанни «Love the Way You Lie». У 2012 році акторка з'явилася в комедійному фільмі Саші Барона Коена «Диктатор» і зіграла головну роль у комедійному фільмі Джадда Апатоу «Кохання по-дорослому» . Вона озвучила роль Лоїс Лейн в анімаційному комедійному фільмі Robot Chicken DC Comics Special, епізоді телевізійного комедійного серіалу «Робоцип», який транслювався як одноразовий спеціальний випуск під час програмного блоку Adult Swim Cartoon Network 9 вересня 2012 року.
У січні 2013 року Фокс знялася в бразильській телевізійній рекламі пива Brahma. У лютому 2013 року вона відклала розбіжності зі своїм колишнім режисером Майклом Беєм і знову працювала з ним над його перезапуском «Черепашок-ніндзя» (2014) у ролі Ейпріл О'Ніл.
У 2015 році Фокс була обрана на роль Амелії Дельтаніс у відеогрі Plarium «Stormfall: Rise of Balur». У жовтні 2015 року було підтверджено, що Фокс тимчасово замінить Зоуї Дешанель у телевізійному ситкомі «Новенька». Вона зіграла роль Рейган Лукас, з'явившись у п'ятому та шостому сезонах серіалу. Її гра отримала схвальні відгуки критиків. У 2016 році Фокс повторила роль Ейпріл О'Ніл у сиквелі «Черепашки-ніндзя: З тіні».
12 вересня 2018 року було підтверджено, що Фокс зніметься у фільмі про Корейську війну «Битва при Джансарі» разом із корейським актором Кім Мьон Міном. Вона зіграла роль Марґеріт Гіґґінс, американської репортерки.

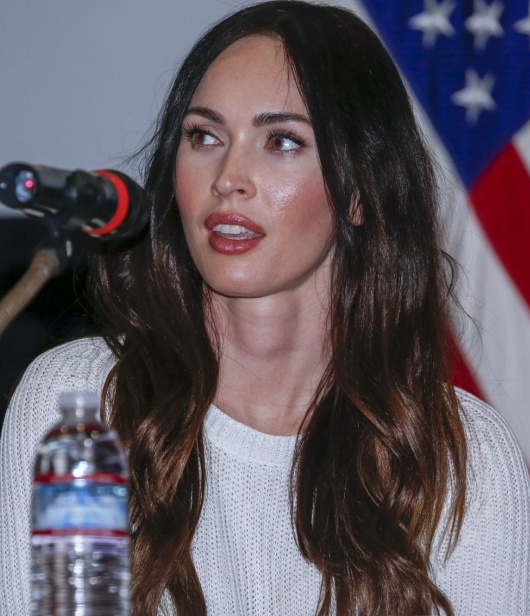
Фокс у 2019 році

У 2019 році Фокс зіграла головну роль у фантастичному фільмі «Над тінями» разом з Олівією Тірлбі та Аланом Рітчсоном. Того ж року Фокс з'явилася у фільмі «Зеровілль» режисера Джеймса Франко, який був знятий у 2014 році. Фільм був розкритикований критикам і показав погані касові збори.

### 2020-ті: Поточні роботи
У 2020 році акторка знялася разом із Джошем Демелем у сімейній комедії «Думай як пес», яка була випущена на замовлення 9 червня 2020 року. Також того року вона зіграла головну роль у бойовику «Хижачка», який вийшов на екрани 28 серпня 2020 року.
У 2021 році вона зіграла головну роль у двох трилерах: «Опівночі у високій траві» з Емілем Гіршем і Брюсом Віллісом, та «У пастці».

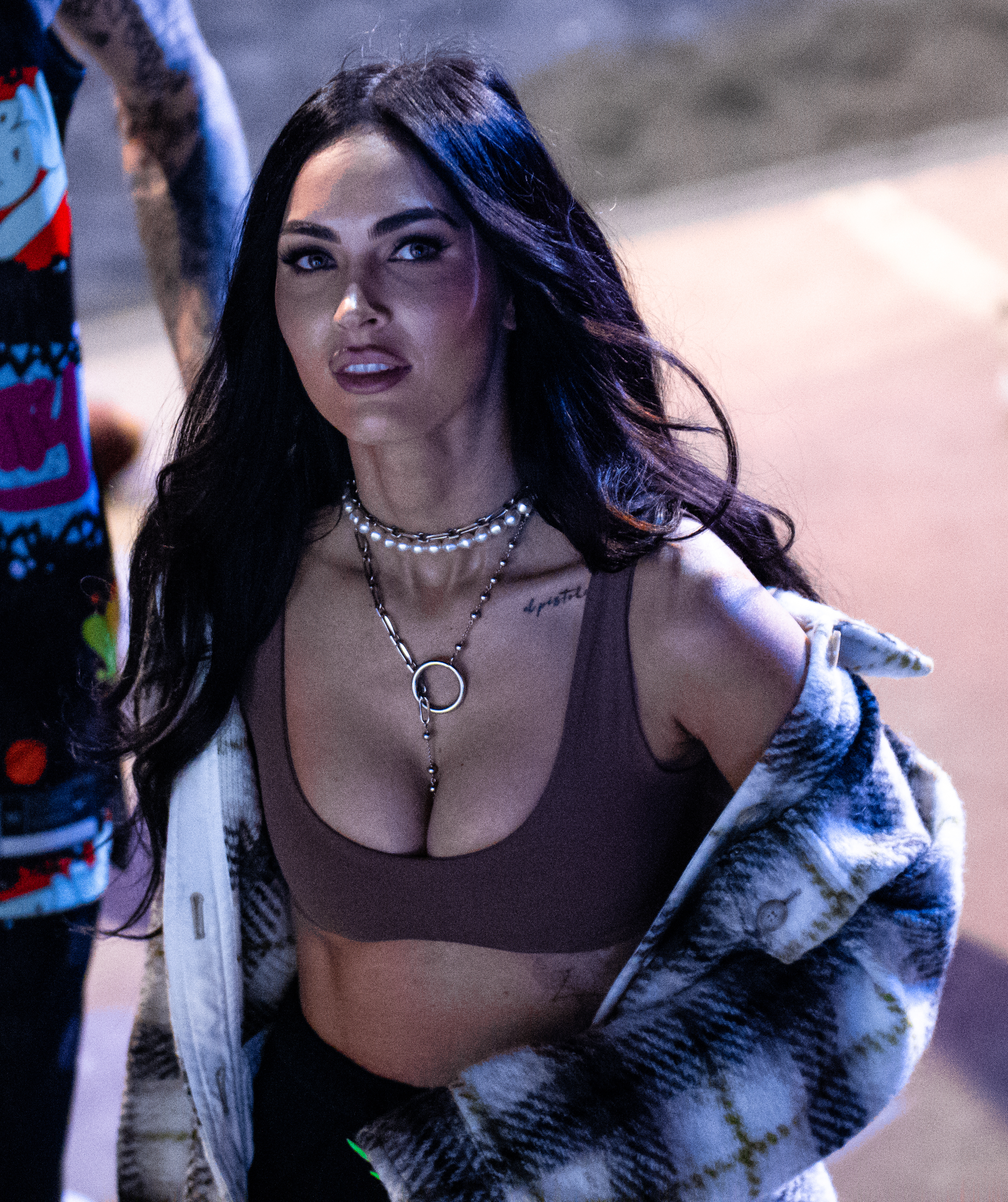
Фокс у 2022 році

У 2022 році Фокс зіграла головну роль у драмі-комедії «Велика золота цегла» разом з Оскаром Айзеком, Енді Гарсія, Люсі Гейл та Еморі Коеном. Вона також зіграла роль у фільмі «Телець», музичній драмі, разом з Machine Gun Kelly, Naomi Wild і Lil Tjay.
У 2023 році Фокс була зображена на обкладинці видання Sports Illustrated Swimsuit Issue. Вона зіграла кримінального авторитета Алану в трилері 2023 року «Джонні і Клайд» з Тайсоном Ріттером. Акторка також зіграла Джину у фільмі «Нестримні 4» і озвучила Нітару у відеогрі Mortal Kombat 1, обидва випущені у вересні 2023 року.
У листопаді 2023 року Фокс випустила свою першу книгу під назвою «Красиві хлопці отруйні», збірку її власної поезії.

## Публічний імідж

### Статус і персона

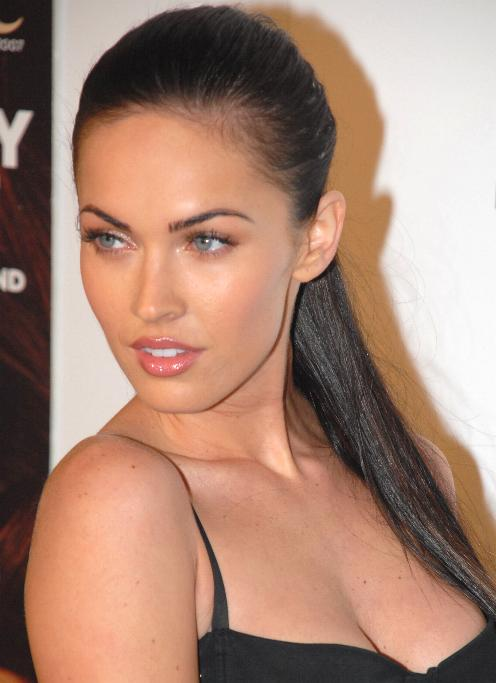
Меган Фокс у 2007 році

Кріс Лі з Los Angeles Times назвав Фокс «секс-символом найвищого рівня» і сказав, що вона була «першим справжнім секс-символом 21 століття». Крейг Фластер з MTV заявив: «„Трансформери“ увірвали Фокс у мейнстрим, одразу перетворивши її на відоме ім'я та міжнародний секс-символ». Протягом багатьох років вона з'являлася на обкладинках різних журналів і в списках «найгарячіших» і «найкрасивіших жінок», наприклад, у списках «Hot 100» Maxim та коли читачі FHM визнали її «Найсексуальнішою жінкою світу» у 2008 році. Люди назвали її однією з найкрасивіших жінок будь-якого віку у 2012 та 2017 роках. Вчений Марк ДіПаоло заявив, що Фокс миттєво здобула популярність, виконавши роль Мікаели у «Трансформерах», тому що «дуже сексуалізована, еротично ідеалізована фігура, накинута на автомобіль чи мотоцикл, незмінно викликає хіть у гетеросексуального глядача», і акторка зробила це, нахилившись над Camaro, одягнена у «неміцну рожеву сорочку на живіт» і коротку спідницю, яка читається як «однозначне запрошення на секс» для глядачів-чоловіків. Редактори Men's Health також вважають сцену Camaro внеском у популярність Меган.
Фокс сказала, що всіх жінок у Голлівуді знають і продають як секс-символів, але це нормально, якщо жінка знає, як використовувати свій статус. Вона створила персонажа для свого публічного іміджу, тому що не бажала приносити себе в жертву світу. Частина її характеру включала в себе незвичайні коментарі, які, за її словами, допомогли їй досягти рівня слави в порівнянні з тим, щоб бути «типовою зіркою», яка «говорила всі правильні речі». Татуювання, які Фокс почала робити у віці 19 років як форму самовираження, допомогли популяризувати моду на татуювання. У неї було понад дев'ять відомих татуювань, включаючи зображення обличчя Мерилін Монро на правому передпліччі та цитату на плечі. Письменник Джон Тегеран стверджував, що татуювання Монро посилює «неявні претензії на спадщину Монро як провідного секс-символу Голлівуду». Зрештою Меган видалила татуювання Монро, оскільки вона відчувала, що життя Мерилін сповнене негативу, і Фокс не хотіла наслідувати його.
Преса часто порівнювала Фокс з акторкою Анджеліною Джолі, називаючи її «наступною Анджеліною Джолі», що також позначилося на її іміджі. На тлі цього та повідомлень про те, що вона мала замінити Джолі в новому фільмі про Лару Крофт, Фокс прокоментувала, що порівняння вказують на брак креативності з боку преси. Лінн Гіршберг з The New York Times висловила думку, що «порівняння Джолі з часом, ймовірно, було б зроблене засобами масової інформації, але Фокс прискорила процес, пов'язавши себе з Джолі», і що вона «отримала задоволення від створення розважальної копії»
У 2009 році образ Меган став предметом пильної уваги, коли непідписаний лист від трьох членів знімальної групи «Трансформерів» захищав режисера Майкла Бейя від звинувачень Фокс щодо його поведінки на знімальному майданчику, включаючи порівняння з Адольфом Гітлером. У відповідь на лист, у якому стверджується, що поведінка Фокс на знімальному майданчику є неприємною та відрізняється від її публічної персони, Бей заявив, що не виправдовує цього листа чи «чудових цитат» Фокс, але що «її божевільні дотепи є частиною її божевільного шарму», і що вони все ще добре працюють разом. Асистент виробництва, який працював над «Трансформерами», також заявив, що він ніколи не бачив, щоб Фокс поводилася неадекватно на знімальному майданчику. Фокс сказала, що твердження в листі були неправдивими і що вона приватно розмовляла з причетними сторонами. Вона сказала, що їй «дуже пощастило» бути частиною франшизи, і вона з нетерпінням чекає продовження своєї роботи. ДіПаоло дійшов висновку, що критика Меган щодо дівчат і жінок, які сексуально об'єктивували пресу, різко контрастувала з її статусом секс-символу, і що «її непокора режисерові Майклу Бейю та часті відверті коментарі задушили її кар'єру».

### ЗМІ
Меган Фокс, яка зізналася, що була сором'язливою і невпевненою у собі, було важко звикнути до підвищеної уваги ЗМІ. Вона відмовилася бути офіційним прикладом для наслідування, але сказала, що вона може змусити молодих дівчат почуватися «сильними та розумними, бути відвертими та боротися за те, що вони вважають правильним», і що вона була іншим зразком для наслідування для дівчат, який, можливо, не влаштовував Америку. Вона вважала, що зйомка типового персонажа є привабливою можливістю здивувати людей, коли вона добре грає у фільмі, але сказала, що її цікавить зображення менш сексуальних персонажів. Крейг Фластер з MTV сказав, що, хоча Фокс «вважали високобюджетним секс-символом», вона продемонструвала комедійний діапазон.
Надлишок Фокс у засобах масової інформації змусив кілька чоловічих веб-сайтів, таких як AskMen, бойкотувати її 4 серпня 2009 року, хоча деякі відмовилися це робити, вважаючи, що бойкот був рекламним трюком і тому лицемірством. До 2010 року вона стала менш помітною в засобах масової інформації після того, як знялася в менш комерційно успішних фільмах «Джона Гекс» і «Гра пристрасті». Того ж року Меган сказала: «Я найбільше шкодую про те, що допомогла ЗМІ перетворити мене на мультиплікаційного персонажа. Я не шкодую про те, що зі мною сталося, але шкодую про те, як я впоралася з цим». Діксон і Фостер заявили: «Проблема, з якою стикається Фокс, полягає в тому, що її імідж замінив реальність у свідомості громадськості; і коли медіаперсону вже створено, її важко переналаштувати».

## Особисте життя
У 2009 році Меган стала мішенню групи модних злочинців, відомих як «Bling Ring», які пограбували будинок її тодішнього хлопця Браяна Остіна Гріна, щоб отримати доступ до майна Фокс. У 2013 році вона сказала, що її християнська віра все ще дуже важлива для неї, і вона вважає, що вона тримає її на землі.
Фокс і її тодішній чоловік Грін були прихильниками Generosity Water і фінансували створення понад десяти колодязів для організації.
Стосовно стосунків і своєї сексуальності Фокс сказала, що вона має загальну недовіру та неприязнь до чоловіків, і що сприйняття її як «дикої та божевільної серцеїдки» є помилковим, оскільки вона асоціальна; Фокс заявила, що краще залишиться вдома замість того, щоб виходити, і підкреслила, що вона не може займатися сексом з кимось, кого не кохає. Вона бісексуальна і сказала, що вважає, що «всі люди народжуються зі здатністю відчувати потяг до обох статей». У 2009 році вона заявила: «У мене немає жодних сумнівів щодо бісексуальності. Але я також лицемір: я б ніколи не зустрічалася з дівчиною, яка була бісексуальною, тому що це означає, що вона також спить з чоловіками, а чоловіки такі брудні, що я б ніколи не захотів спати з дівчиною, яка спала з чоловіком».
У неї є кілька татуювань, у тому числі китайський символ сили, намальований на шиї, цитата з п'єси Вільяма Шекспіра «Король Лір» із написом «Ми всі будемо сміятися над позолоченими метеликами», символ інь та ян зліва від зап'ястя, півмісяць, обплетений зіркою на щиколотці. У Фокс також є витатуйований біля грудей вірш «Жила-була маленька дівчинка, яка ніколи не знала любові, поки хлопець не розбив їй серце», а на спині — вірш із цитатою Фрідріха Ніцше: «І ті, кого бачили танцюючими, вважалися божевільними тим, хто не міг чути музику». Вона стверджувала, що намалювала його на честь свого колеги по фільму «Ігри пристрастей» Міккі Рурка, але пізніше пояснила, що це «не обов'язково вшанування його». Одного разу вона також витатуювала ім'я свого колишнього чоловіка Брайана Остіна Гріна на стегні, але пізніше звела його. Вона видалила портрет Мерилін Монро, витатуйований на її правому передпліччі, заявивши: «Це негативний персонаж, оскільки вона страждала від розладів особистості та була біполярною. Я не хочу залучати такого роду негативну енергію у своє життя». У неї також є татуювання на лівій ключиці з написом «стрілець» іспанською мовою, а також численні квіти та одна змія на її животі. На пальцях у Фокс є численні дрібні татуювання, деякі з яких містять крапки, цифри та півмісяць.

### Здоров'я
Фокс має форму брахідактилії під назвою брахідактилія типу D, і вона обговорювала свій обсесивно-компульсивний розлад (ОКР), невпевненість у собі та самопошкодження, а також визнала, що у неї низька самооцінка.
У своїй книзі «Pretty Boys Are Poisonous» Фокс розповіла, що вона пережила викидень, коли була вагітною четвертою дитиною. Вона також поділилася, що в минулому у неї була позаматкова вагітність.

### Стосунки

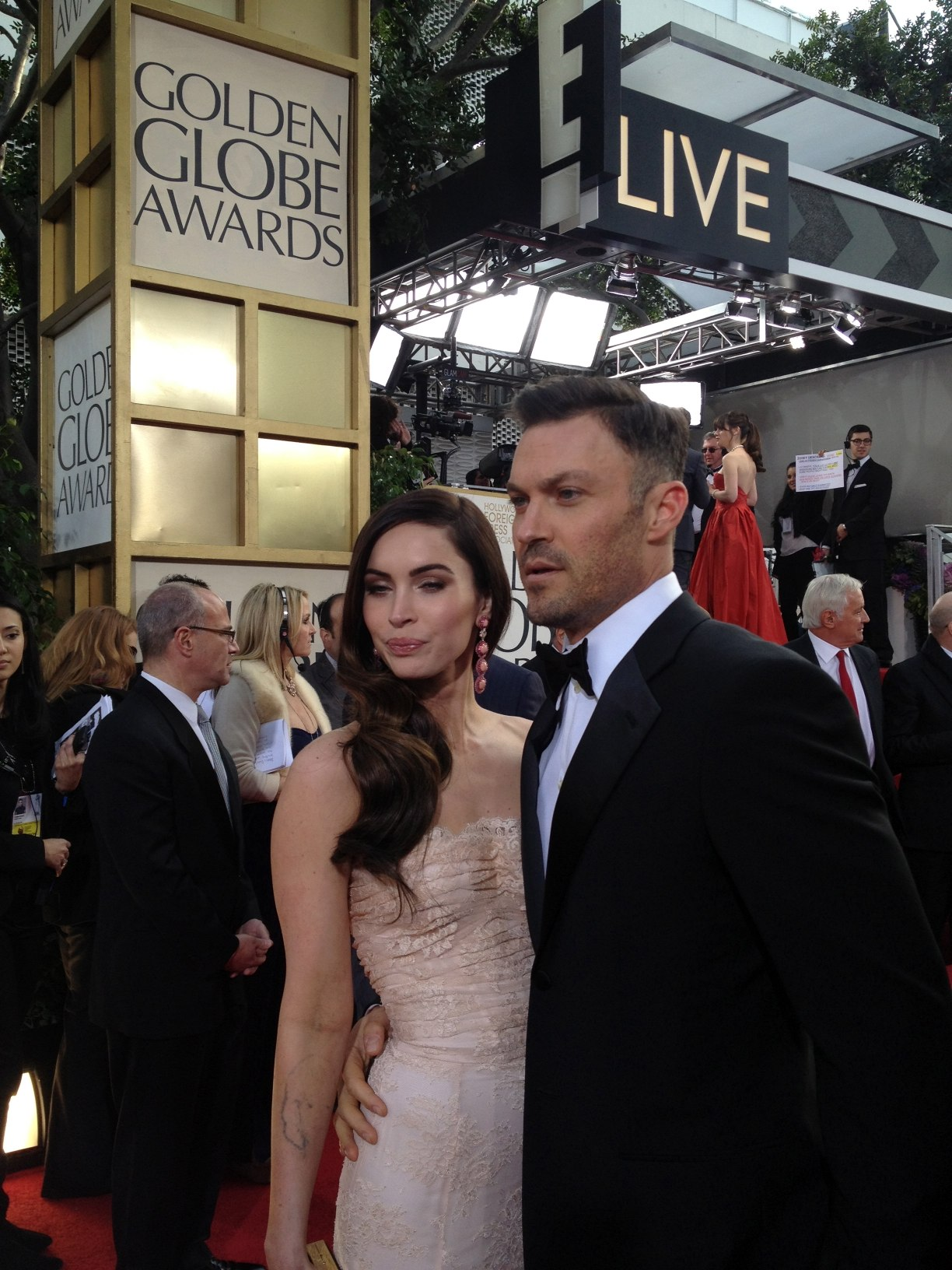
Меган Фокс зі своїм колишнім чоловіком Браяном Остіном Гріном у 2013 році

Фокс почала зустрічатися з актором Браяном Остіном Гріном у 2004 році після зустрічі на зйомках серіалу «Королева екрану», коли їй було 18 років, а йому 30.
Фокс і Грін заручилися у листопаді 2006 року. У лютому 2009 року вони розірвали заручини, але, як повідомлялося, знову заручилися 1 червня 2010 року. Фокс стверджувала, що вони з Гріном були постійно заручені з 2006 року.
Фокс і Грін одружилися 24 червня 2010 року на приватній церемонії на курорті Four Seasons на острові Гаваї. Разом у них троє синів 2012, 2014 і 2016 років народження. Фокс також стала мачухою для сина Гріна від попередніх стосунків. Меган подала на розлучення 21 серпня 2015 року, через кілька днів після того, як вони з Гріном оголосили про розлучення. На початку 2016 року вони знову були разом і чекали на третю дитину. 25 квітня 2019 року Фокс подала заяву про скасування розлучення в Лос-Анджелесі, штат Каліфорнія.
У травні 2020 року Грін оголосив, що вони з Меган розлучилися після майже 10 років шлюбу, а у листопаді 2020 року Фокс вдруге подала на розлучення з Гріном. Воно було оформлено 15 жовтня 2021 року.
У червні 2020 року Фокс і співак Machine Gun Kelly оприлюднили інформацію про свої стосунки через кілька тижнів після виходу пісні Machine Gun Kelly «Bloody Valentine», у кліпі якої знялася Фокс. 12 січня 2022 року Фокс оголосила, що вони заручені. Однак 21 березня 2024 року вона оголосила про розірвання їхніх заручин. У листопаді 2024 року Фокс повідомила в Instagram, що чекає від нього дитину. 27 березня 2025 року народила доньку.

## Скандали
15 лютого 2024 виклала в Instagram фото з Machine Gun Kelly та Тейлор Свіфт, підписавши його: «Я виглядаю як українська надувна секс-лялька, яку можна купити у Японії». Після хвилів звинувачень у ксенофобії, Фокс заявила: «Я не це мала на увазі. Українські жінки гарячі, тож у моїй уяві надувні ляльки теж гарячі. Дайте дівчині пожартувати». Із засудженням вислову Фокс виступили українські зірки і блогери Ігор Лаченков, Леся Нікітюк, Андрій Бедняков, Меловін та інші.

## Фільмографія

### Фільми
| Рік  |   | Українська назва                                  | Оригінальна назва                                | Роль             |
| ---- | - | ------------------------------------------------- | ------------------------------------------------ | ---------------- |
| 2001 | в | Сонячні канікули                                  | Holiday in the Sun                               | Браяна Воллес    |
| 2003 | ф | Погані хлопці 2                                   | Bad Boys II                                      | дівчина в бікіні |
| 2004 | ф | Зірка сцени                                       | Confessions of a Teenage Drama Queen             | Карла Сантіні    |
| 2007 | ф | Трансформери                                      | Transformers                                     | Мікаела Бейнс    |
| 2008 | ф | Як втратити друзів і змусити всіх тебе ненавидіти | How to Lose Friends & Alienate People            | Софі Мейс        |
| 2008 | ф | Повія                                             | Whore                                            | загублена        |
| 2009 | ф | Трансформери: Помста полеглих                     | Transformers: Revenge of the Fallen              | Мікаела Бейнс    |
| 2009 | ф | Тіло Дженніфер                                    | Jennifer's Body                                  | Дженніфер Чек    |
| 2010 | ф | Джона Гекс                                        | Jonah Hex                                        | Ліла             |
| 2010 | ф | Ігри пристрасті                                   | Passion Play                                     | Лілі Ластер      |
| 2011 | ф | Друзі з дітьми                                    | Friends with Kids                                | Мері Джейн       |
| 2012 | ф | Диктатор                                          | The Dictator                                     | камео            |
| 2012 | ф | Кохання по-дорослому                              | This Is 40                                       | Дезі             |
| 2014 | ф | Підлітки-мутанти черепашки-ніндзя                 | Teenage Mutant Ninja Turtles                     | Ейпріл О'Ніл     |
| 2016 | ф | Підлітки-мутанти черепашки-ніндзя 2               | Teenage Mutant Ninja Turtles: Out of the Shadows | Ейпріл О'Ніл     |
| 2019 | ф | Над тінями                                        | Above the Shadows                                | Джуліана         |
| 2019 | ф | Зеровілль                                         | Zeroville                                        | Соледад Паладін  |
| 2019 | ф | Джангсарі: Забуті герої                           | 장사리: 잊혀진 영웅들                            | Меґґі            |
| 2020 | ф | Думай як пес                                      | Think Like a Dog                                 | Еллен            |
| 2020 | ф | Хижачка                                           | Rogue                                            | Саманта О'Хара   |
| 2021 | ф | У пастці                                          | Till Death                                       | Емма             |
| 2021 | ф | Опівночі у високій траві                          | Midnight in the Switchgrass                      | Ребекка Ломбарді |
| 2021 | ф | Ікла ночі                                         | Night Teeth                                      | Грейс            |
| 2022 | ф | Великий золотий злиток                            | Big Gold Brick                                   | Жаклін           |
| 2022 | ф | Телець                                            | Taurus                                           | Мей              |
| 2022 | ф | Доброго трауру                                    | Good Mourning                                    | Кеннеді          |
| 2023 | ф | Джонні та Клайд                                   | Johnny & Clyde                                   | Алана Гарт       |
| 2023 | ф | Нестримні 4                                       | The Expendables 4                                | Джина            |
| 2024 | ф | Непокірна Еліс                                    | Subservience                                     | Еліс             |

### Телебачення
| Рік       |     | Українська назва                  | Оригінальна назва                  | Роль                                                              |
| --------- | --- | --------------------------------- | ---------------------------------- | ----------------------------------------------------------------- |
| 2002—2003 | с   | Оушен Авеню                       | Ocean Ave.                         | Айоні Старр (122 епізоди)                                         |
| 2003      | с   | За що тебе люблю                  | What I Like About You              | Шеннон (Епізод: "Like a Virgin (Kinda)")                          |
| 2004      | с   | Два з половиною чоловіки          | Two and a Half Men                 | Пруденс (Епізод: "Camel Filters and Pheromones")                  |
| 2004      | с   | До ваших послуг                   | The Help                           | Кассандра (3 епізоди)                                             |
| 2004      | тф  | Модні злочини                     | Crimes of Fashion                  | Кендейс                                                           |
| 2004—2006 | с   | Королева екрану                   | Hope & Faith                       | Сідні Шановські (48 епізодів)                                     |
| 2009      | с   | Суботнього вечора в прямому ефірі | Saturday Night Live                | гість (Епізод: "Megan Fox / U2")                                  |
| 2011      | мс  | Робоцип                           | Robot Chicken                      | Лоїс Лейн (Епізод: "The Core, the Thief, His Wife and Her Lover") |
| 2012      | с   | Весільний оркестр                 | Wedding Band                       | Лекса (Епізод: "I Love College")                                  |
| 2016—2017 | с   | Новенька                          | New Girl                           | Ріган Лукас (15 епізодів)                                         |
| 2018      | док |                                   | Legends of the Lost with Megan Fox | ведуча (4 епізоди)                                                |

### Відеоігри
| Рік  |    | Українська назва              | Оригінальна назва                   | Роль                       |
| ---- | -- | ----------------------------- | ----------------------------------- | -------------------------- |
| 2007 | вг | Трансформери                  | Transformers: The Game              | Мікаела Бейнс              |
| 2009 | вг | Трансформери: Помста полеглих | Transformers: Revenge of the Fallen | Мікаела Бейнс              |
| 2023 | вг | Mortal Kombat 1               | Mortal Kombat 1                     | Нітара (також зовнішність) |

### Музичні відео
- Panic! at the Disco — New Perspective (2009, кліп до фільму Тіло Дженніфер)
- Емінем feat. Ріанна — Love the Way You Lie (2010)
- Machine Gun Kelly — Bloody Valentine (2020)
- Machine Gun Kelly feat. Jelly Roll — Lonely Road (2024)